# Re menor
Re menor (abreviatura en sistema latino: Rem y en sistema inglés: Dm) es la tonalidad que consiste en la escala menor de re, y contiene las notas re, mi, fa, sol, la, si bemol, do y re. Su armadura contiene 1 bemol. Las alteraciones para las versiones melódicas y armónicas son escritas si son necesarias.
Su tonalidad relativa es fa mayor, y su tonalidad homónima es re mayor.

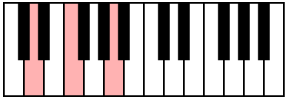
El acorde de tríada: re-fa-la.

## Usos
Como todas las tonalidades menores, la sensación principal es más oscura que la que corresponde a una tonalidad mayor.
En la antigüedad y hasta mediados del siglo XIX (cuando se empezó a utilizar el temperamento igual) re menor era considerada como la tonalidad de la tristeza.
Algunos consideran a re menor como la tonalidad con más bemoles que es práctica para tocar en la guitarra. De las 555 sonatas para teclado de Domenico Scarlatti, que recogen muchos de los manierismos de la música para guitarra, 151 están en tonalidades menores, y re menor es la tonalidad más escogida (32 sonatas).
Todo El arte de la fuga de Johann Sebastian Bach está en re menor, y en broma, también lo está la Ofrenda Musical de P. D. Q. Bach (Peter Schikele). De acuerdo con Alfred Einstein, la historia de la afinación ha llevado a Re menor a estar asociado con el contrapunto y el cromatismo (por ejemplo, la cuarta cromática), y cita la cromática Fuga en re menor de Mozart. También el Réquiem de Mozart está en Re menor. De los dos conciertos para piano que Mozart escribió en tonalidad menor, uno de ellos está en Re menor, el Concierto para piano n.º 20 K. 466.
Antonio Salieri la utiliza en su célebre obertura a Les Danaïdes.
Michael Haydn escribió solo una sinfonía en menor, en Re menor, Perger 20, MH 393. Obras célebres como La Follia de Vivaldi o el Cuarteto de cuerda no. 14 de Schubert también están en Re menor.
Dado que re menor es la tonalidad de la sinfonía n.º 9 de Beethoven, Bruckner se sintió ansioso de escribir su propia sinfonía n.º 9 en la misma tonalidad.
Obras del período clásico y posteriores comienzan típicamente en menor y terminan en mayor, o al menos en un único acorde mayor (tercera de Picardía), pero hay algunos pocos notables ejemplos de obras en re menor que terminan en tonalidades con más sostenidos. Dos sinfonías que comienzan en re menor y terminan en mi mayor son la Sinfonía "Gótica" de Havergal Brian y la Sinfonía n.º 4 (La Inextinguible) de Nielsen. La Novena Sinfonía de Bruckner, que quedó inconclusa y es interpretada sin el final, es otro ejemplo de una sinfonía que comienza en re menor y termina en mi mayor. La Sinfonía Dante de Liszt comienza en re menor y termina en si mayor. 
| Tonalidad   | 7 ♭       | 6 ♭        | 5 ♭       | 4 ♭       | 3 ♭       | 2 ♭       | 1 ♭      | 0        | 1 ♯       | 2 ♯      | 3 ♯       | 4 ♯       | 5 ♯        | 6 ♯       | 7 ♯       |
| Modo mayor: | do♭ mayor | sol♭ mayor | re♭ mayor | la♭ mayor | mi♭ mayor | si♭ mayor | fa mayor | do mayor | sol mayor | re mayor | la mayor  | mi mayor  | si mayor   | fa♯ mayor | do♯ mayor |
| Modo menor: | la♭ menor | mi♭ menor  | si♭ menor | fa menor  | do menor  | sol menor | re menor | la menor | mi menor  | si menor | fa♯ menor | do♯ menor | sol♯ menor | re♯ menor | la♯ menor |